# Palazzo Mocenigo a San Stae

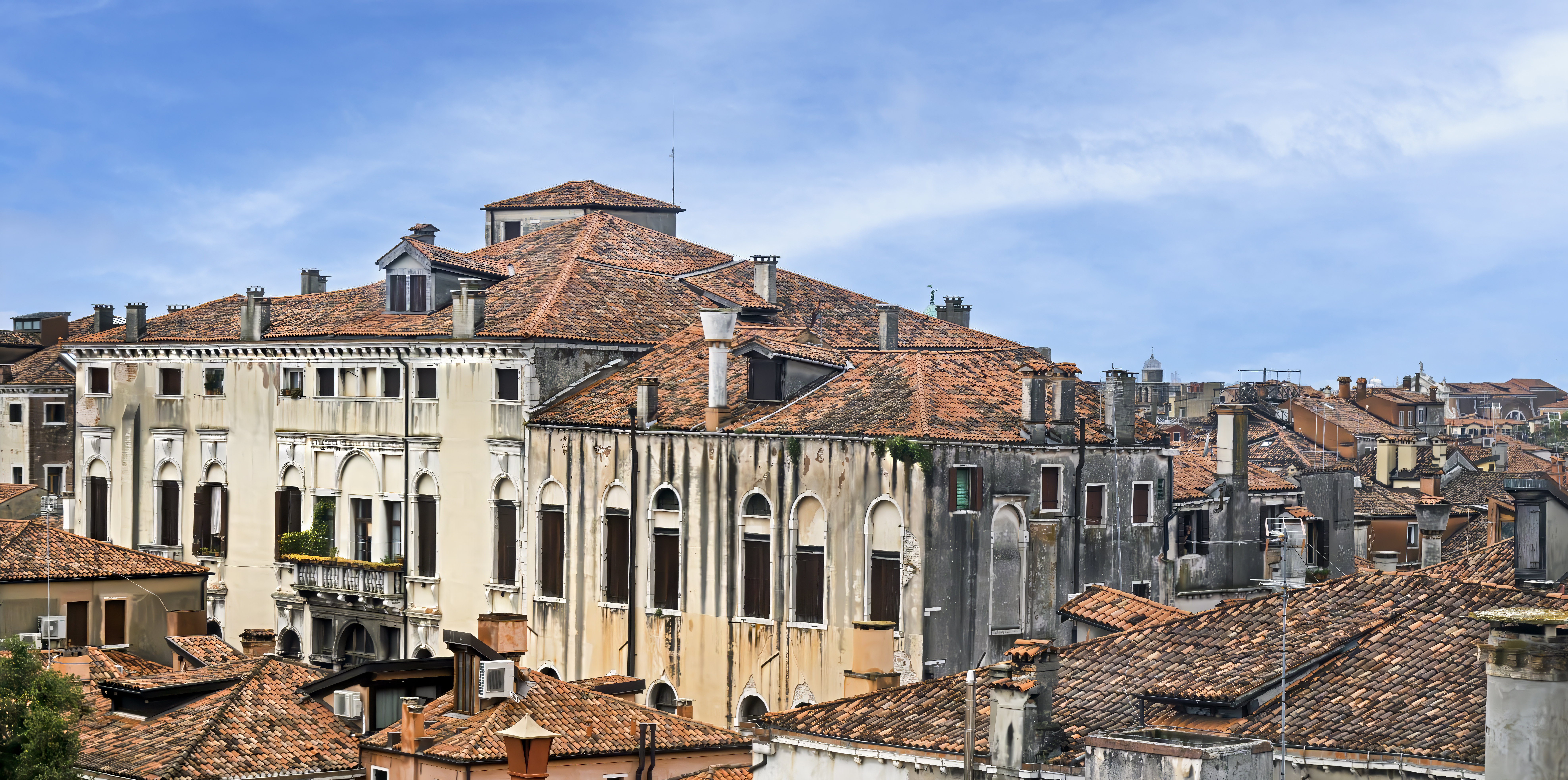
Mocenigo-Palast-Museum von der Ca' Pesaro aus gesehen

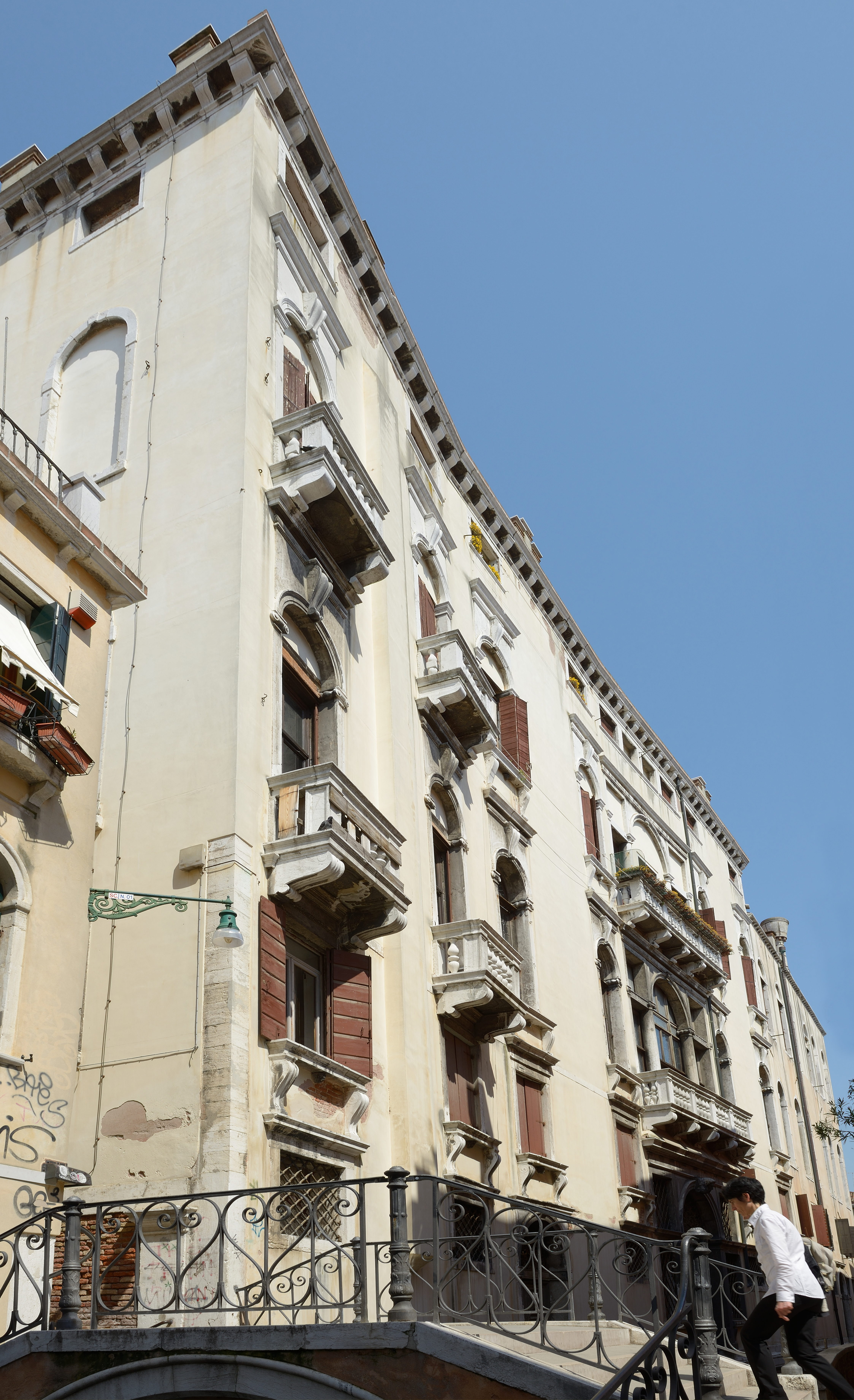
Palazzo Mocenigo a San Stae; Fassade zum Rio San Stae

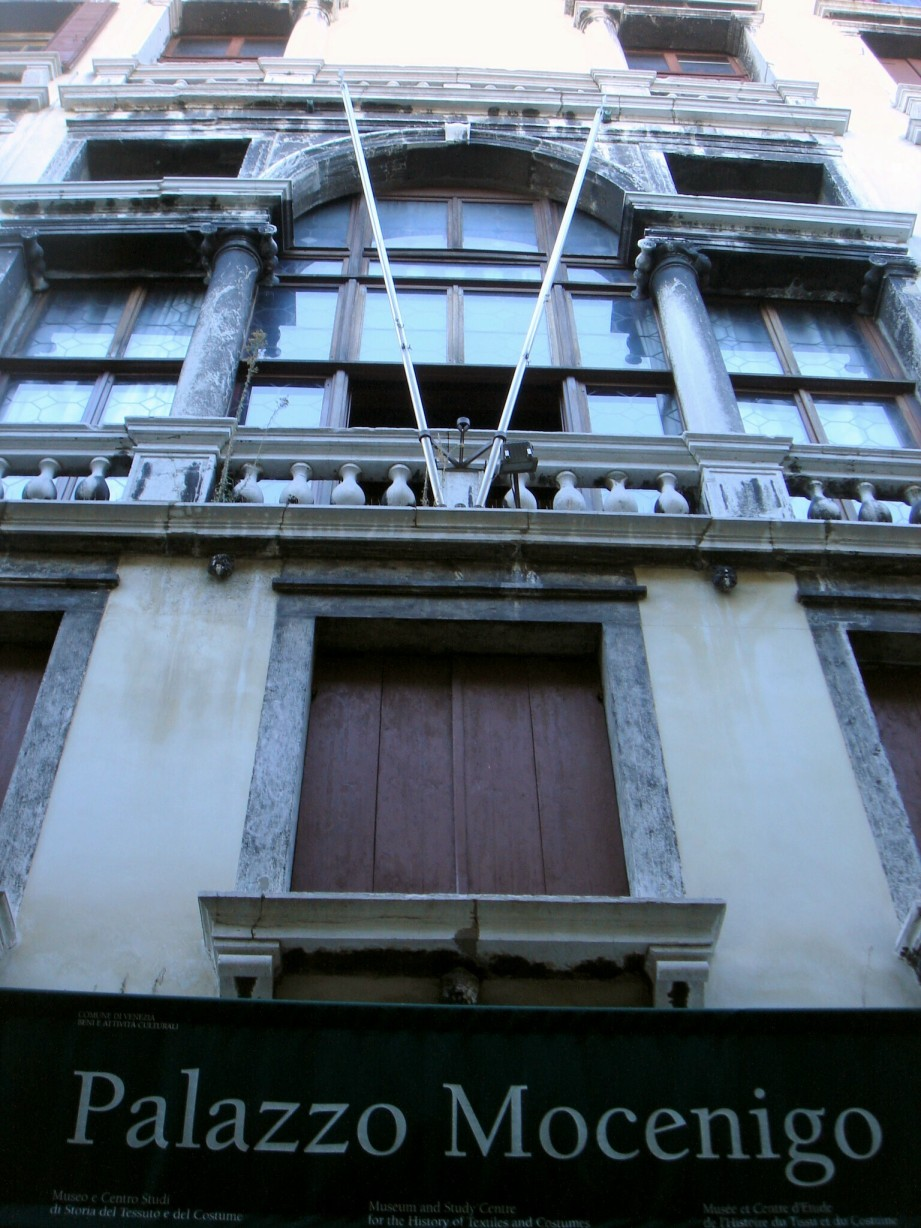
Venezianisches Fenster an der Fassade zur Salizada di San Stae

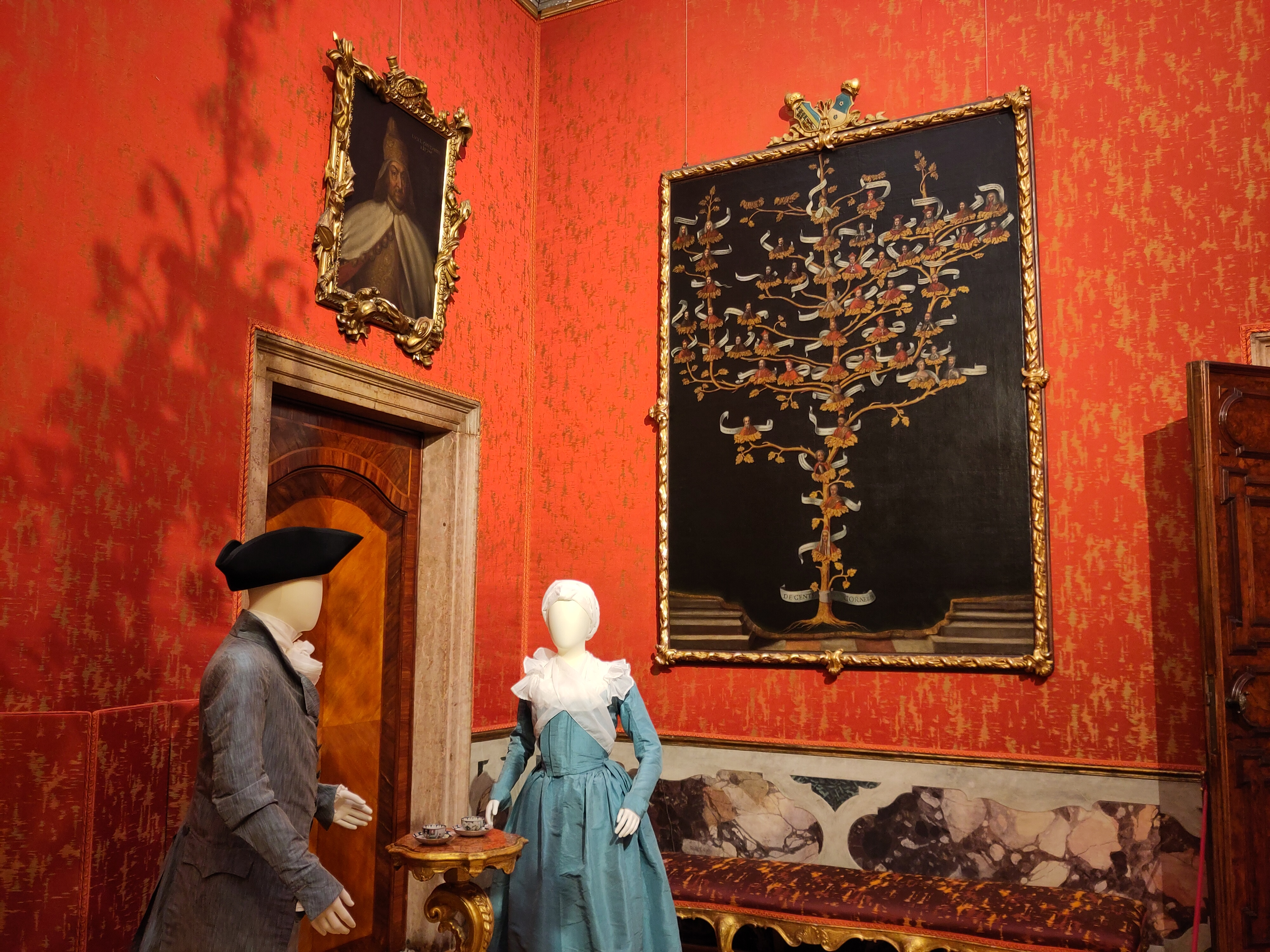
Anschauliche Kleidermodelle, im Hintergrund der Stammbaum der Mocenigo

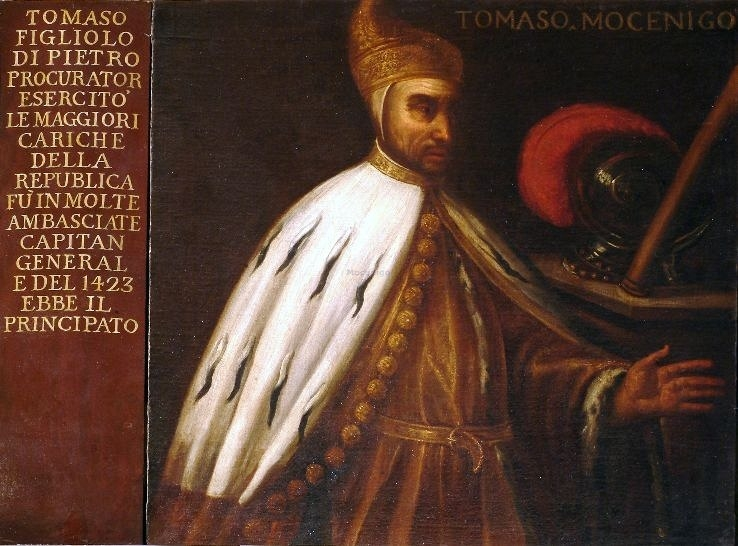
Anonymus: Idealisierendes Porträt des Tommaso Mocenigo (Doge von 1414 bis 1423) mit Angaben zu seiner Herkunft, den Ämtern, die er innehatte, sowie dem Datum seiner Wahl zum Dogen; Öl auf Leinwand, 109 × 107 cm, Ende 18. Jahrhundert

Der Palazzo Mocenigo a San Stae ist ein Palast in Venedig. Er liegt im Sestiere Santa Croce mit Blick zum Rio San Stae an der Salizada di San Stae hinter der Kirche San Stae. Er ist Sitz des Museo di Palazzo Mocenigo und des Centro Studi di Storia del Tessuto, del Costume e del Profumo.

## Geschichte
Ein Palazzo Mocenigo existierte an dieser Stelle bereits im 16. Jahrhundert. Die Familie Mocenigo ließ ihn Anfang des 17. Jahrhunderts in der heute zu sehenden Form umgestalten; sie lebte dort bis zum Anfang des 20. Jahrhunderts.
Im Jahre 1945 hinterließ der letzte Abkömmling der Familie, Alvise Nicolò Mocenigo, den Palast der Stadt Venedig, die in der Folge eine Kunstgalerie wurde, die heute noch existiert. Ebenfalls dort untergebracht wurde in den 1980er-Jahren das Centro Studi di Storia del Tessuto e del Costume.
Diese Schenkung wurde von den 1970er-Jahren an von Alvise Coletti, einem Abkömmling der weiblichen Linie der Familie Mocenigo, angefochten; er behauptete, dass er ebenfalls Miterbe sei. Der Rechtsstreit wurde bis zum Anfang der 1990er-Jahre fortgeführt, als das venezianische Gericht die Rechtmäßigkeit der Forderungen Colettis anerkannte, der inzwischen verstorben war, und ihm eine Entschädigung zusprach.

## Beschreibung
Der Palast hat fünf Stockwerke: Erdgeschoss, Zwischengeschoss, zwei Hauptgeschosse und ein Zwischengeschoss unter dem Dach.
Das Gebäude hat zwei gleichartige Fassaden, eine auf die Salizada di San Stae hinaus und eine zum Rio San Stae hin. Beide zeigen in der Mitte der Hauptgeschosse zwei übereinander liegende venezianische Fenster, die der jeweiligen Fassade große Eleganz nach dem Geschmack der Renaissance verleihen. Die Fassade zur Straße unterscheidet sich allerdings von der zum Kanal dadurch, dass sie links des Hauptgebäudes ein kleineres Gebäude zeigt, bei dem das zweite Hauptgeschoss und das Zwischengeschoss unter dem Dach fehlen, nicht aber das schöne venezianische Fenster im ersten Hauptgeschoss. Die Fassade zum Kanal hin hat ein drittes venezianisches Fenster im Erdgeschoss, das als Portal zum Wasser dient.
Innen besitzt der Palast gut erhaltene Fresken in den Hauptgeschossen.

## Heutige Nutzung

### Studienzentrum und Museum
1985 wurde der Sitz des Centro Studi di Storia del Tessuto e del Costume und des Museo di Storia del Tessuto e del Costume hierher verlegt. Neben der Konservierung gesammelter Preziosen vorwiegend venezianischer Provenienz bietet das Zentrum den Studierenden eine Bibliothek, die in dieser Richtung spezialisiert ist. 2013 wurde das Zentrum nach einer genauen Restaurierung der Innenräume des Palastes um eine neue Abteilung (5 Säle) erweitert, die der Geschichte des Parfums und der Essenzen gewidmet ist.
Das neue Layout hat nicht nur die wichtigsten architektonischen und strukturellen Elemente erhalten, sondern die besten Einrichtungen und Möbel aus der Zeit des Baus, die meisterhaften Fresken und Stuckarbeiten, ohne die marmornen Preziosen, die Fußböden und Einbauten aufzugeben. Von diesem Umbau des Museums waren über zwölf Säle im Hauptgeschoss des Palastes betroffen, wobei sie die Ausgestaltung typischer Wohnräume für venezianische Adlige des 18. Jahrhunderts zurückerhielten. Gleichzeitig wurde ein Parcours zur Erläuterung der Entwicklung der Mode, der Kleider und Stoffe geschaffen.
Dieses Projekt wurde durch die Parfumagentur Mavive S.p.A. der Familie Vidal begleitet und ermöglicht. Sie leistete technische und wissenschaftliche Unterstützung bei der Einrichtung der Essenzen. Das Essenzenhaus Drom hat der Galerie seine Sammlung von Flaconi Storp zur Verfügung gestellt. Der Ausstellungsort, der ganz als Museum dient, bietet auch Raum für die didaktische Darstellung: Es wurden „Geruchsstationen“ eingeführt, die den Besuchern erlauben, ihr Wissen über die Geschichte des Parfums und der Essenzen unter Einsatz ihrer eigenen Sinne zu vertiefen.
Der Rundgang für die Besucher wurde 2013 vollständig renoviert und erweitert. Er umfasst nun 19 Säle im ersten Hauptgeschoss. Gegenüber 1985 wurde die Ausstellungsfläche verdoppelt. Dank des Layouts von Pier Luigi Pizzi, eines Architekten, Regisseurs und Bühnenbildners, wurden die Gemälde und Einrichtungen des Palastes um viele Werke ergänzt. Diese Neuheiten kamen aus verschiedenen Örtlichkeiten und Lagern der venezianischen Museen und wurden zunächst Erhaltungs- und Validierungsarbeiten unterzogen, um schließlich erstmals ausgestellt zu werden.
Das Ambiente hat den Zweck, verschiedene Aspekte des Patrizierlebens zwischen dem 12. und dem 18. Jahrhundert erkennbar zu machen. Es ist mit Schaufensterpuppen ausgestattet, die Kleidung und Accessoires tragen, die dem an das Museum angeschlossenen Centro Studi di Storia del Tessuto e del Costume gehören. Diese Kleidung aus texturierten Stoffen, verziert mit Stickerei und Spitze, zeigt die Fertigkeiten der zeitgenössischen Künstler und die raffinierte Eleganz, die die venezianische Kultur berühmt gemacht hat. Die Detailtreue der Ausstellung lehrt, den Zweck des Museums, die Geschichte der Mode und ihrer Entwicklungen, nicht nur durch die Anschauung der Stoffe, sondern auch der Kleidung, zu schätzen.
Die neue Abteilung ist den Parfums gewidmet. Das Museum möchte die Rolle und die Ursprünge dieser kosmetischen und ästhetischen Tradition beleuchten. Sechs Säle im Hauptgeschoss sind den Parfums gewidmet. Der Rundgang ist mit multimedialen Mitteln ausgestattet, die dem Besucher auf seinem Weg sinnliche Erfahrungen bieten wollen. Das Erdgeschoss ist öffentlich zugänglich und bietet einen multimedialen Saal, ein Parfümlabor und den „White Room“, eine Fläche für wechselnde Ausstellungen.

### Bibliothek
Darüber hinaus beherbergt der Palast die Biblioteca del Circuito Cinema.